# Neoapachella
Neoapachella is een geslacht van spinnen uit de familie Cyrtaucheniidae.

## Soorten
Het geslacht kent de volgende soort:
- Neoapachella rothi Bond & Opell, 2002